# Lucas Wong
Wong Yuk-hei (v tradiční čínštině 黃旭熙, zjednodušené čínštině 黄旭熙, * 25. ledna 1999), známý jako Lucas, je hongkongský raper, zpěvák, a model. Je členem jihokorejské chlapecké skupiny NCT a jejích podskupin NCT U a čínské WayV a také jihokorejské superskupiny SuperM.

## Mládí
Lucas se narodil 25. ledna 1999 v Sha Tin v Hongkongu čínskému otci a thajské matce. Má mladšího bratra. Navštěvoval Tung Wah Group of Hospitals Yow Kam Yuen College.

## Kariéra

### 2015–2017: Před debutem
V roce 2015 si Lucase všimla jihokorejská společnost SM Entertainment poté, co absolvoval Global Audition, který se konal v Hongkongu. Lucas byl přijat po jediném modelingovém konkurzu. Jako praktikant SM Lucsas absolvoval trénink zpěvu, rapu a tance. 5. dubna 2017 byl představen jako člen SM Rookies, pre-debutového tréninkového týmu složeného z mladých talentů, kteří by potenciálně mohli debutovat jako členové hudebních skupin. 7. dubna 2017 se Lucas objevil v hudebním videu „Dream In A Dream“ člena skupiny NCT, Tena. Lucas, jehož mateřským jazykem je kantonština, také studoval v rámci přípravy na svůj debut korejštinu a mandarínštinu.

### 2018–současnost: Debut s NCT, WayV, SuperM a sólové aktivity
V lednu 2018 společnost SM Entertainment představila NCT 2018, projektovou skupinu pro expanzivní chlapeckou skupinu NCT. Lucas spolu s Kunem a Čungwuem se stali nejnovějšími členy skupiny. Toto trio bylo představeno 30. ledna 2018 v NCT 2018 Yearbook #1. Lucas oficiálně debutoval v NCT 14. března v rámci debutového studiového alba NCT 2018 Empathy. Lucas se podílel na třech písních v rámci podskupiny NCT U, včetně titulních skladeb „Boss“, „Yestoday“ (obě jako NCT U) a „Black on Black“ (jako NCT 2018). V rámci promočních akcí na podporu alba se Lucas objevil v korejských variety show Real Man 300 a Law of the Jungle in Last Indian Ocean.
Lucas se podílel na písni zpěvačky Taeyeon „All Night Long“, skladbě z jejího EP Something New, vydaném v červnu 2018. Píseň se dostala na 72. místo v Gaon Digital Chart. V listopadu 2018 vydal Lucas pro SM Station 3 digitální singl „Coffee Break“ s Jonahem Nilssonem a Richardem Bonaem.
V prosinci 2018 bylo oznámeno, že Lucas bude součástí čínské podskupiny NCT WayV, která je řízena společností Label V. Sedmičlenná sestava oficiálně debutovala 17. ledna 2019 s EP The Vision. Titulní skladba „Regular“ je čínský remake stejnojmenné jihokorejské písně od NCT 127. Následující měsíc se Lucas připojil ke stálému obsazení sedmé série čínské varieté show Keep Running.
Dne 7. srpna 2019 byl Lucas představen jako člen SuperM, K-popové superskupiny vytvořené společností SM Entertainment ve spolupráci s Capitol Records. Propagace skupiny začala v říjnu a je zaměřena na americký trh. Debutové EP SuperM vyšlo 4. října 2019 s titulní písní „Jopping“. 5. října měl Lucas se SuperM svůj první koncert v Capitol Records Building v Los Angeles, který předcházel světovému turné se zastávkami v Severní Americe a plánovanými zastávkami také v Evropě a Asii.